# Babilon (gmina Chojnice)
Babilon (kaszb. Babilón) – osada śródleśna w Polsce położona w województwie pomorskim, w powiecie chojnickim, w gminie Chojnice na obrzeżu Zaborskiego Parku Krajobrazowego przy trasie drogi wojewódzkiej nr 212. Osada wchodzi w skład sołectwa Kopernica.
W latach 1975–1998 miejscowość administracyjnie należała do województwa bydgoskiego. W okresie II Rzeczypospolitej stacjonowała tu placówka Straży Granicznej Inspektoratu Granicznego nr 7 „Chojnice”.